# Winston Peters

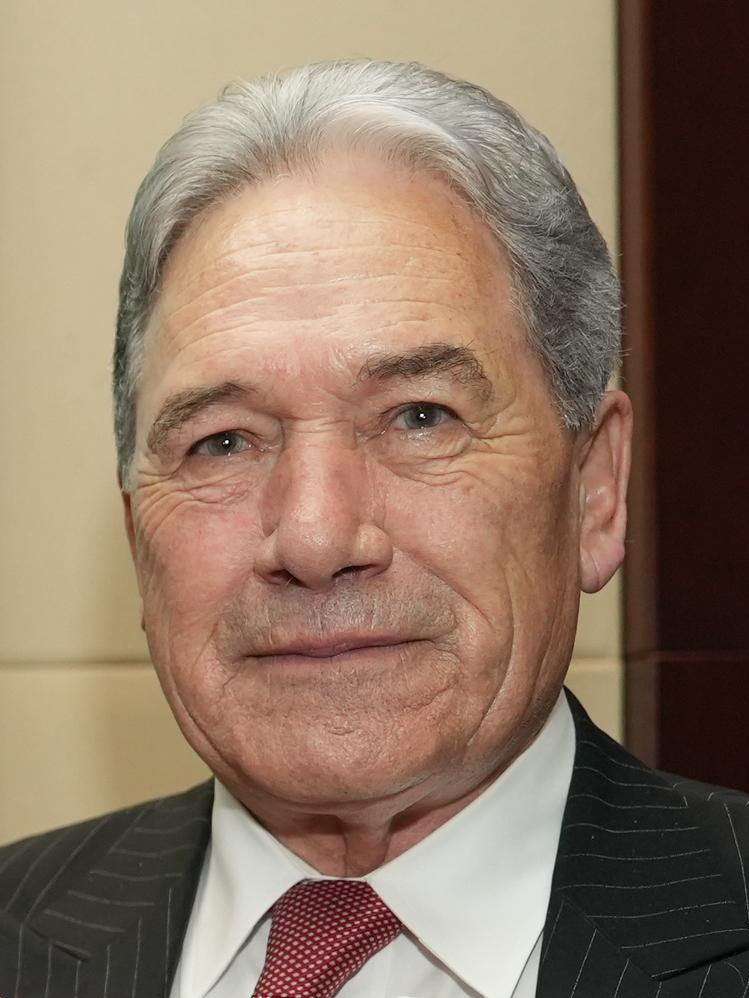
Winston Peters (2024)

Winston Raymond Peters (Māori: Winitana Pita; * 11. April 1945 in Whangārei, Northland) ist ein neuseeländischer Politiker. Er ist seit 1993 Vorsitzender der von ihm gegründeten Partei New Zealand First (NZ First). Er war von 1996 bis 1998 stellvertretender Premierminister und von 2005 bis 2008 Außenminister Neuseelands. Beide Ämter bekleidete er ein weiteres Mal von 2017 bis 2020 sowie erneut seit 2023.

## Biografie
Peters, Sohn des Māori Kihirini „Len“ Peters und einer schottischen Mutter, Joan Merle McInnes (1911–2008), studierte nach dem Besuch der Whangārei Boys’ High School Geschichte, Politikwissenschaften und Rechtswissenschaften und schloss diese Studien mit einem Bachelor of Arts (B.A.) sowie einem Bachelor of Laws (LL.B.) ab. Danach war er als Lehrer sowie als Rechtsanwalt tätig.
Er begann seine politische Laufbahn als Kandidat der New Zealand National Party (NP) 1978 mit der Wahl zum Mitglied des House of Representatives, in dem er bis 1981 den Wahlkreis Hunua vertrat. Danach war er erneut von 1984 bis 2005 Mitglied des Repräsentantenhauses und vertrat dabei den Wahlkreis Tauranga. Zuletzt war er zwischen 1987 und 1990 Mitglied des Vorstandes der NP-Fraktion in der Opposition (Opposition Front Bench).
Im November 1990 wurde er von Premierminister Jim Bolger zum Minister für die Angelegenheiten der Māori (Minister of Māori Affairs) in die Regierung berufen. 1993 trat Peters, der auch Mitglied der Rātana-Bewegung ist, aus der NP aus und gründete New Zealand First, deren Vorsitzender er seitdem ist und die eine Koalition mit der NP bildete. Im Rahmen einer Regierungsumbildung wurde er im Dezember 1996 von Bolger zum Stellvertretenden Premierminister (Deputy Prime Minister) sowie Schatzminister (Treasurer) ernannt und bekleidete diese Position auch unter Bolgers Nachfolgerin Jenny Shipley bis August 1998.
Im Jahr 2005 wurde Peters Außenminister von Neuseeland. Obwohl seine Partei in der General Election von 2005 erhebliche Verluste verkraften musste und mit 5,72 % gerade über die Fünf-Prozent-Hürde kam, kam sie in eine Regierungsbeteiligung mit Labour, da die New Zealand Labour Party nicht über die ausreichende Mehrheit im Parlament verfügte. Peters Partei unterzeichnete eine Vereinbarung, die der Labour Party eine Regierungsunterstützung zusagte, da eine Koalition, auf Grund von sehr unterschiedlichen politischen Vorstellungen beider Parteien, nicht in Frage kam. Peters wurde Außenminister, ohne jedoch formell dem Kabinett anzugehören. Auch hatte Peters sein Direktmandat von 2002 verloren und kam nur über die Wahlliste seiner Partei ins Repräsentantenhaus.
Am 29. August 2008 musste er auf öffentlichen Druck hin als Außenminister zurücktreten, nachdem das Serious Fraud Office (Betrugsabteilung der Regierung) Ermittlungen gegen ihn wegen Betruges im Zusammenhang mit Parteispenden an seine Partei aufgenommen hatte und er in der Öffentlichkeit ein Verwirrspiel präsentierte. Obwohl ihm kein kriminelles Verhalten nachgewiesen werden konnte, war sein Ruf durch sein Verhalten in der Öffentlichkeit beschädigt. Das Repräsentantenhaus sprach im September 2008 gegen ihn eine Rüge aus. Nachdem New Zealand First bei der Parlamentswahl im November 2008 dann mit nur 4,07 % an der 5 % Hürde scheiterte und damit alle Sitze im Repräsentantenhaus verlor, schied Peters aus der Politik aus. Zurück auf der politischen Bühne trat Peters zur Parlamentswahl am 26. November 2011 wieder an und kam über die Liste seiner Partei, die mit 6,8 % die 5 % Hürde nahm, wieder ins Parlament. Möglich war dies, und da waren sich die politischen Kommentatoren in Neuseeland einig, wohl durch ein öffentlich gewordenes Gespräch bei einer Tasse Tee in einem Café zwischen dem Neuseeländischen Ministerpräsidenten, John Key und dem Kandidaten der Partei ACT New Zealand, John Banks, welches zum Skandal kurz vor der Wahl wurde.
Nach der Parlamentswahl im September 2017 ging NZ First abermals eine Partnerschaft mit der Labour Party ein, diesmal als echte Regierungskoalition. Peters wurde infolgedessen erneut zum stellvertretenden Premierminister und Außenminister ernannt, anders als 2005–08 ist er auch offizielles Mitglied im Kabinett von Jacinda Ardern. Bei der Parlamentswahl 2020 scheiterte NZ First am Wiedereinzug ins Parlament. 2023 zog die Partei erneut ins Parlament ein und wurde Juniorpartner in einer Koalition mit der National Party und ACT. Peters selbst wurde erneut Stellvertreter des Premierministers Christopher Luxon sowie Außenminister.
Peters älterer Bruder Ian Peters war als Vertreter der NP zwischen 1990 und 1993 ebenfalls Mitglied des Repräsentantenhauses für den Wahlkreis Tongariro, während der älteste Bruder Jim Peters von 2002 bis 2005 New Zealand First ebenfalls als Mitglied im Repräsentantenhaus vertrat.